# Skakavac (Karlovac)
Skakavac je naselje u Karlovačkoj županiji, a nalazi se u sastavu Grada Karlovca (na granici mikroregija Pokuplja i Korduna). Naselje Skakavac je malo urbano središte karlovačkih mjesnih odbora istočno od rijeke Korane i južno od rijeke Kupe, te je sa župnom crkvom također i vjersko središte tog kraja.
Na području Skakavca, Vukmanića i okolnih naselja ima između 3 i 5 tisuća stanovnika, ovisno o prostoru koji se ubraja u područje Skakavca. Samo naselje Skakavac ima, prema popisu iz 2001. godine, 326 stanovnika. Po nacionalnoj strukturi apsolutnu većinu čine Hrvati. 
Klima je umjereno kontinentalana, padaline do 1000 milimetara na četvorni metar. Biljni i životinjski svijet su bogati, osobito ptičjom populacijom koja se gnijezdi uz obalu rijeke Kupe (rode, čaplje, kormorani itd.).

## Stanovništvo
- 2001. – 326
- 1991. – 371 (Hrvati – 326, Srbi – 26, Jugoslaveni – 4, ostali – 15)
- 1981. – 475 (Hrvati – 371, Srbi – 77, Jugoslaveni – 17, ostali – 10)
- 1971. – 497 (Hrvati – 402, Srbi – 79, ostali – 16)

| broj stanovnika | 589   | 609   | 461   | 555   | 509   | 515   | 440   | 544   | 511   | 543   | 566   | 497   | 475   | 371   | 326   | 233   | 227   |
|                 | 1857. | 1869. | 1880. | 1890. | 1900. | 1910. | 1921. | 1931. | 1948. | 1953. | 1961. | 1971. | 1981. | 1991. | 2001. | 2011. | 2021. |